# Коскино-2
Коскино-2 — деревня в Бежаницком районе Псковской области России. Входит в состав Лющикской волости.

## География
Расположено на северной окраине райцентра и городского поселения Бежаницы.

## Население
| 2001 | 2002 | 2010 |
| ---- | ---- | ---- |
| 53   | ↘51  | →51  |

Численность население деревни по оценке на начало 2001 года составляла 53 жителя.